# Mission Control (Apple)
Mission Control ist eine Funktion zur Übersicht von offenen Fenstern und Vollbild-Apps von macOS, die mit Mac OS X Panther 10.3 eingeführt wurde und bis zur Version 10.6 „Exposé“ hieß.
Nach Betätigung einer Tastenkombination (standardmäßig F3, ehemals F9) werden entweder alle offenen Fenster aller aktiven Programme oder nur die Fenster des aktuellen Programms im Vordergrund verkleinert und wie Spielkarten auf dem Desktop dargestellt. Der Anwender kann dann das Fenster, mit dem er als Nächstes arbeiten will, auswählen und damit weiterarbeiten. Weiterhin können alle Fenster auf einmal aus dem sichtbaren Bereich verschoben werden, um einen ungehinderten Zugriff auf den Desktophintergrund zu ermöglichen. Mission Control wird außerdem benötigt für die Verwaltung der virtuellen Schreibtische in OS X, wodurch es dem Benutzer ermöglicht wird, die Schreibtische zu verschieben, zu löschen, oder neue zu erstellen.
Des Weiteren kann man Mission Control auch vom Launchpad aus wie ein normales Programm starten, oder durch Bewegen des Mauszeigers in eine Ecke des Bildschirms (sogenannte „aktive Ecken“) aktivieren.
Auf Rechnern, die Quartz Extreme unterstützen, wird die Darstellung der Fenster in Echtzeit aktualisiert. Mission Control funktioniert jedoch auch auf Rechnern ohne Quartz-Extreme-Unterstützung.
Mission Control wurde für andere Betriebssysteme nachempfunden. So gibt es für Windows XP iEx und für Unix Skippy (wird nicht weiterentwickelt), Compiz. Windows Vista enthält eine ähnliche Funktion, die die Fenster dreidimensional in einer Reihe hintereinander anordnet; mit Windows 10 wurde Task View eingeführt, eine Funktion, die Mission Control ähnelt. Die Gnome Shell bietet mit dem sogenannten Aktivitäten-Modus eine vergleichbare Funktion.